# 默内斯特罗 (涅夫勒省)
默内斯特罗（法語：Menestreau）是法国涅夫勒省的一个市镇，属于卢瓦尔河畔科斯内-库尔区（Cosne-Cours-sur-Loire）东齐县（Donzy）。该市镇总面积19.49平方公里，2009年时的人口为127人。

## 人口
默内斯特罗人口变化图示